# Nemotelus albirostris
Nemotelus albirostris is een vliegensoort uit de familie van de Stratiomyidae. De wetenschappelijke naam van de soort is voor het eerst geldig gepubliceerd in 1850 door Macquart.